# 러네이 오코너
에벌린 러네이 오코너(영어: Evelyn Renée O'Connor, 1971년 2월 15일 ~ )는 미국의 배우이다.

## 출연 작품
- A Question of Faith (2017)
- 비욘드 더 파디스트 스타 (2014)
- 퍼시픽 모비딕 (2010)
- 비치 슬랩 (2009)
- 부기맨 2 (2007)
- 에일리언 아포칼립스 (2005)
- 한 달 한 주말 (2004)
- 헤라클레스와 제나 (1998)
- 서부 대탈출 (1995)
- 다크맨 2 (1995)
- 스콜피온 퀸 (1995)
- 헤라클레스와 잃어버린 왕국 (1994)
- 허클베리 핀의 모험 (1993)
- 다니엘 스틸 - 사랑의 굴레 (1991)
- 스톤 콜드 (1991)
- 블랙 스노우 (1989)
- 나이트 게임 (1989)